# Renzo Novatore

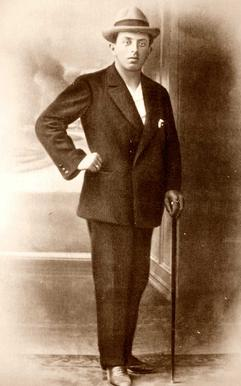
Renzo Novatore

Renzo Novatore (1890 - 1922), var en italiensk individualanarkist influerad av Max Stirner. Till skillnad från de flesta andra individualanarkister praktiserade Novatore våldsam kamp. 